# USS Decatur (DD-5)
USS Decatur (DD-5) bio je peti američki razarač klase Bainbridge. Ime je dobio po Stephenu Decaturu.

## Povijest
Kobilica je položena 26. srpnja 1899. u brodogradilištu William R. Trigg u Richmondu. Porinut je 26. rujna 1900. i u operativnu uporabi primljen je 19. svibnja 1902.

### Operativna uporaba
Kao vodeći brod Prve Torpedne Flotile izvodio je vježbe i manevre duž Istočne obale SAD-a i Kariba. U prosincu 1903. zajedno s ostatkom Flotile iz Norfolka se upućuje prema Filipinima na koje stiže 14. travnja 1904. Tu krstari obala Kine i Filipina do 5. prosinca 1905. kada je u Caviti stavljen u rezervu.
U punu aktivnu službu vraća se 22. prosinca 1910. S Prvom Flotilom krstari lukama Kine i Japana sve do 1. kolovoza 1917. kada kreće na put prema Mediteranu. Tu obavlja ophodne i zadatke praćenja do 8. prosinca 1918.
Iz službe je povučen 20. lipnja 1919. i 3. siječnja 1920. prodan kao staro željezo.

### Zapovjednici
Izvor podataka:
| - Lloyd Horwitz Chandler (19.5.1902 - 1904) - Dudley Wright Knox (1904 - 5.12. 1905) - Lloyd Horwitz Chandler (1905 - 1906) - George Growney (1906 - 7. 1907) - John Littleton King (7.1907 - 1908) - Chester William Nimitz (1908 - 29.7. 1908) - John Morris Smeallie (29.7. 1908 - 18.2. 1909) (Izvan službe od 18. veljače 1909. – 22. prosinca 1910.) | - Carroll Stephen Graves (22.12. 1910 - 1912) - Burton Hepburn Green (1912 - 1913) - Ernest Durr (1913 - 1914) - Wilfred Everett Clarke (1914 - 1916) - Ralph Roderick Stewart (1916 - 31.1. 1918) - Harry Adrian McClure (31.1. 1918 - 4.8. 1918) - William Gib Bartlett Hatch (4.8. 1918 - 20.6. 1919) |